# Solanum symonii
Solanum symonii är en potatisväxtart som beskrevs av Hansjörg Eichler. Solanum symonii ingår i släktet skattor som ingår i familjen potatisväxter. Inga underarter finns listade i Catalogue of Life.